# Peter Pan: Het echte verhaal (musical)

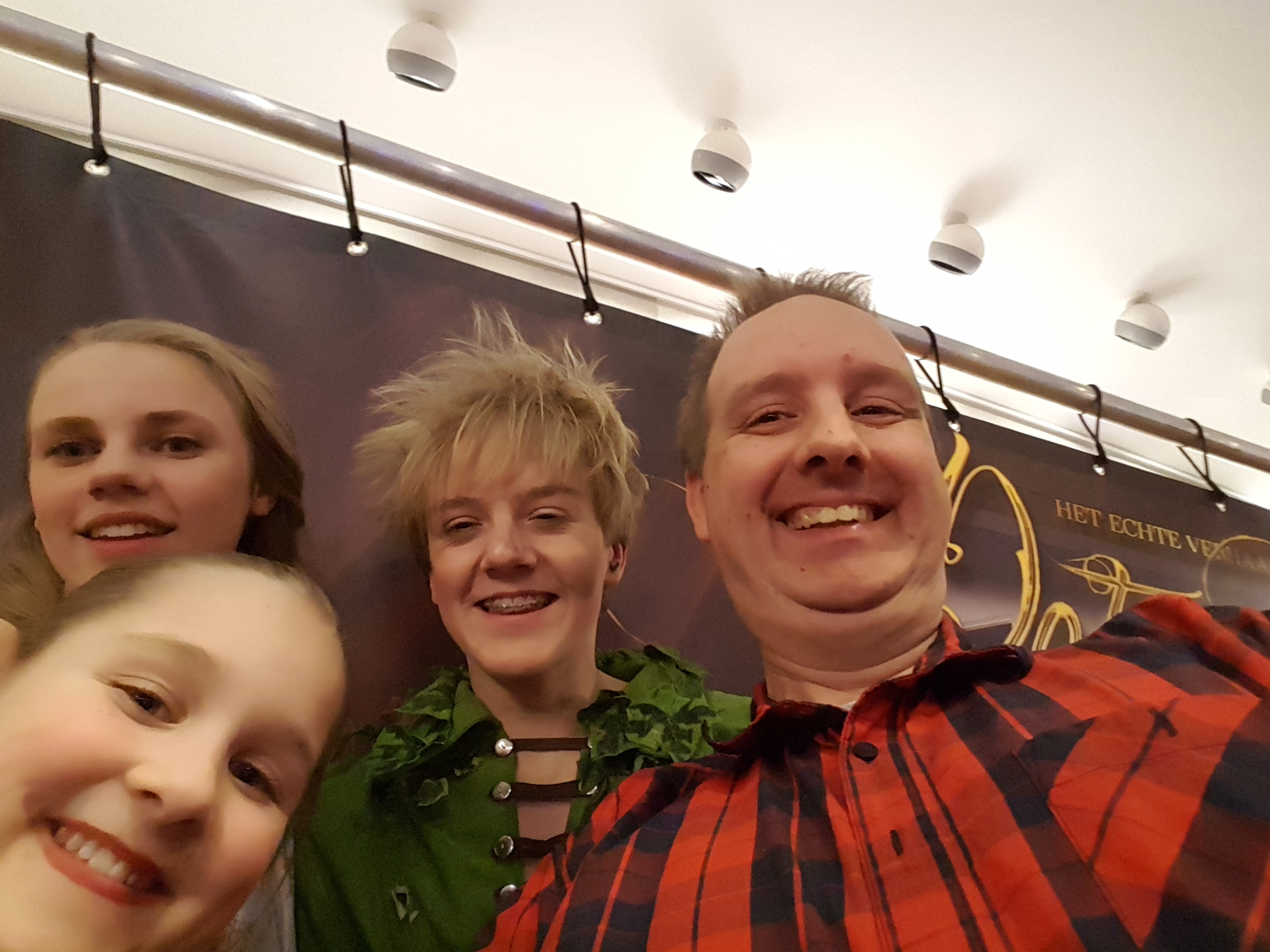
Claire Hennekens (Tinkerbell), Bente Kruger (Wendy Darling) en Roan Pronk (Peter Pan) samen met een bezoeker na afloop van de voorstelling in Eindhoven

Peter Pan: Het echte verhaal is een semiprofessionele Nederlandse musical gebaseerd op het boek van J.M. Barrie uit 1911, in een productie van het Nationaal Jeugd Musical Theater (NJMT). Peter Pan: Het echte verhaal ging op 1 oktober 2016 in première in het Zaantheater in Zaandam en was daarna tot juli 2017 te zien in theaters door heel Nederland.

## Verhaal
Het verhaal begint in Londen, waar de familie Darling woont. Wendy, de oudste dochter van het gezin, vertelt haar broertjes elke avond spannende verhalen. Op een avond komen Peter Pan en zijn elfje Tinkerbel de kamer van Wendy en haar boertjes binnen. Peter neemt ze mee naar het magische Nooitgedachtland. Hier ontmoeten Wendy en haar broertjes de Verloren Jongens en gaan ze onder meer de strijd aan met een groep piraten onder leiding van Kapitein Haak.

## Rolverdeling
- Peter Pan - Ferron de Wit, Roan Pronk
- Wendy Darling - Bente Kruger, Wera Misset
- Kapitein Haak - Jeroen Phaff, Tommie Kinnegin
- Smie - Marc-Peter van der Maas
- Mary Darling - Patricia van Haastrecht
- George Darling - Vincent de Lusenet
- Tante Mildred - Niki Manshanden

Verder speelden meer dan 70 kinderen/jongeren verdeeld over 2 casts in de voorstelling mee.

## Overige medewerkers
- Script, regie & muziek - Elise Berends
- Choreografie - Spikey Lee Claessens
- Arrangementen & Orkestbanden - Gerbrand van Kolck i.s.m. DreamScore
- Ontwerp decor - Tommie Kinnegin, Thomas Moesker
- Ontwerp kostuums - Elise Berends, Carmen Jansen-Barel, Ellen van der Horst
- Ontwerp licht - Paul Koomen
- Ontwerp kap & grime - Madelon Prinsen
- Uitvoerend producent - Marleen Hallie
- Producent - Joanna Woud, Thomas Moesker